# Meitantei Conan - Edogawa Conan shissō jiken - Shijō saiaku no futsukakan
Meitantei Conan: Edogawa Conan shissō jiken - Shijō saiaku no futsukakan (名探偵コナン 江戸川コナン失踪事件〜史上最悪の二日間〜?, Meitantei Konan: Edogawa Konan shissō jiken ~Shijō saiaku no futsukakan~, lett. "Detective Conan: La scomparsa di Conan Edogawa - I due giorni peggiori della storia"), conosciuto anche con il titolo internazionale Detective Conan: The Disappearance of Conan Edogawa - The Worst Two Days in History, è il quinto special televisivo d'animazione di Detective Conan, in onore del ventesimo anniversario del manga, uscito in Giappone il 26 dicembre 2014, inedito in Italia.
Ricorda il caso della scomparsa di Agatha Christie nel 1926 e Kenji Uchida ha realizzato con Gōshō Aoyama un crossover del suo film Kagi dorobō no mesoddo, del 2012.

## Trama
Visto che il bagno di casa di Agasa è rotto, Ran decide di accompagnare Conan ed Ai ai bagni pubblici di Tokyo. Qui il giovane detective nota un uomo sospetto, con un tatuaggio di un drago sulla mano destra, che cerca di prelevare qualcosa da un armadietto. Conan cerca di guardare cosa c'è all'interno, ma il sospetto richiude in fretta lo sportello. Mentre pensa all'accaduto, Conan scivola, batte la testa a terra e, prima che si rialzi, un complice si avvicina e gli copre la bocca con un fazzoletto imbevuto di cloroformio. Con la scusa di portarlo in ospedale, i due malviventi caricano il ragazzo in auto. Si scopre che uno dei due uomini è un leggendario sicario, di cui Shinichi aveva sentito parlare tempo prima da suo padre.
Quando vengono informate dell'incidente dall'anziana dipendente alla reception, Ran e Ai si precipitano nel vicino ospedale, ma non trovano Conan. Improvvisamente, una e-mail proveniente da Shinichi arriva sul telefono di Ran e la ragazza si convince che Conan sia in compagnia del detective liceale. Intanto, all'agenzia investigativa di Kogoro arriva una cliente, direttrice della rivista VIP, che chiede al detective d'indagare sulla presunta infedeltà del proprio marito, ex proprietario di un negozio di servizi. Il marito nella foto è proprio il complice del sicario. Avendo un debole per le belle donne, Kogoro si reca con lei sul luogo di lavoro dell'uomo. I due uomini hanno deciso di rapire Conan perché pensano che abbia scoperto il loro piano, ma notano che il ragazzo soffre di amnesia a causa dello shock per la caduta. Decidono allora di usarlo per il loro prossimo piano. In primo luogo, lo addormentano con un sonnifero in una vecchia fabbrica abbandonata usata come nascondiglio. Giunge una donna che uccide un complice e il primo sicario, risparmiando il terzo uomo, Junitsu Kondō, il sicario leggendario. La seconda parte del piano viene svelata. La donna osserva che Conan ha in tasca un biglietto per il festival di Kamen Yaiba, che si tiene nel parco a tema di Yokohama, nella prefettura di Kanagawa. Ordina a Kondō di portarlo lì e fa indossare a Conan uno zaino pieno di esplosivi da far esplodere a distanza per uccidere la moglie e i due figli del primo ministro di Nihorika, in visita ufficiale in Giappone.
In realtà, Conan ha solo finto di aver perso la memoria, perché ai bagni pubblici aveva notato tre persone che si stavano comportando in modo sospetto. Quando guardò nell'armadietto, vide delle lattine e ricordò che in televisione ci sono stati dei criminali che mettono bombe in barattoli di latta. Pensava di riferirlo alla polizia con il cellulare, ma mentre entrava nella doccia vide uno degli uomini sospetti venire verso di lui, così finse di scivolare e cadere. Poi l'uomo sospetto lo mise fuori gioco con del cloroformio e, quando si svegliò, fece finta di aver perso la memoria. Quando gli venne offerto il sonnifero, finse di ingerirlo, ma invece lo nascose da qualche parte. Kondō se ne accorge quando prende Conan, ma invece di dirlo lo raccoglie e, quella sera più tardi, lo somministra alla donna. Con lei addormentata, Kondō va nella stanza in cui Conan sta dormendo e lo spinge a fuggire. Conan glielo sconsiglia, perché metterebbe la sua vita in pericolo. Conan spiega a Kondō che la mente dietro il piano è proprio Tatsu, il sicario che ha simulato la propria morte per mano del suo braccio destro, mentre probabilmente indossava un giubbotto antiproiettile. Le bombe nello zaino di Conan vengono messe nell'appartamento di Kondō e i colpevoli arrestati.
La sera, nel locale del complice, Kaito Kid dichiara "Case Closed" e mostra un trailer del suo prossimo film.

## Personaggi e doppiatori
| Personaggio                         | Doppiatore originale |
| ----------------------------------- | -------------------- |
| Conan Edogawa                       | Minami Takayama      |
| Shinichi Kudo                       | Kappei Yamaguchi     |
| Ran Mori                            | Wakana Yamazaki      |
| Kogoro Mori                         | Rikiya Koyama        |
| Hiroshi Agasa                       | Ken'ichi Ogata       |
| Ai Haibara                          | Megumi Hayashibara   |
| Ayumi Yoshida                       | Yukiko Iwai          |
| Genta Kojima                        | Wataru Takagi        |
| Mitsuhiko Tsuburaya                 | Ikue Ōtani           |
| Kaito Kid                           | Kappei Yamaguchi     |
| Shinichirō Yamazaki / Junitsu Kondō | Teruyuki Kagawa      |
| Kanae Yamazaki                      | Ryōko Hirosue        |
| Takeshi Sakurai                     | Tetsuya Iwanaga      |
| Kenji Ōtani                         | Taiten Kusunoki      |
| Tatsu, l'ad lib                     | Takeshi Kusao        |
| Nana                                | Rika Fukami          |
| M                                   | Yū Mizushima         |
| Kankichi Kameda                     | Yōsuke Akimoto       |
| Keiichi Sano                        | Ryūzō Hasuike        |
| Maru                                | Aruno Tahara         |
| Joe                                 | Minoru Shiraishi     |

## Colonna sonora
Mai Kuraki ha fornito una nuova sigla speciale per l'occasione, dal titolo Dynamite, che è anche la sigla di apertura per gli episodi da 757 a 773.